# El paseo 6
El paseo 6: La excursión de 11 es una película colombiana de comedia estrenada en 2021, dirigida por Rodrigo Triana y producida por Dago García. Contó con las actuaciones de Amparo Grisales, Michell Orozco, Cecilia Navia, John Álex Toro, Andrés de la Mora y El Mindo, y fue añadida a la plataforma de streaming Netflix en 2022.

## Sinopsis
La excursión de grado 11 es una costumbre arraigada en Colombia. Sin embargo, Álvaro es un padre muy desconfiado y decide viajar con toda su familiar para vigilar que su hija Sara no haga nada indebido. Sin embargo, su suegra Raquel está dispuesta a impedir que Álvaro arruine las merecidas vacaciones de su hija, y decide también embarcarse en el mismo viaje.

## Reparto
- Michell Orozco como Sara "Sarita" Castaño
- John Alex Toro como Álvaro Castaño
- Cecilia Navia como Aurora
- Amparo Grisales como Raquel
- Cristian David Duque como Walter Castaño
- Andrés de la Mora como Salcedo "El Mexicano"
- Rafaella Chávez como Mabel
- El Mindo como Pabón
- Cristian Cerón